# Dzsemdet Naszr-kultúra

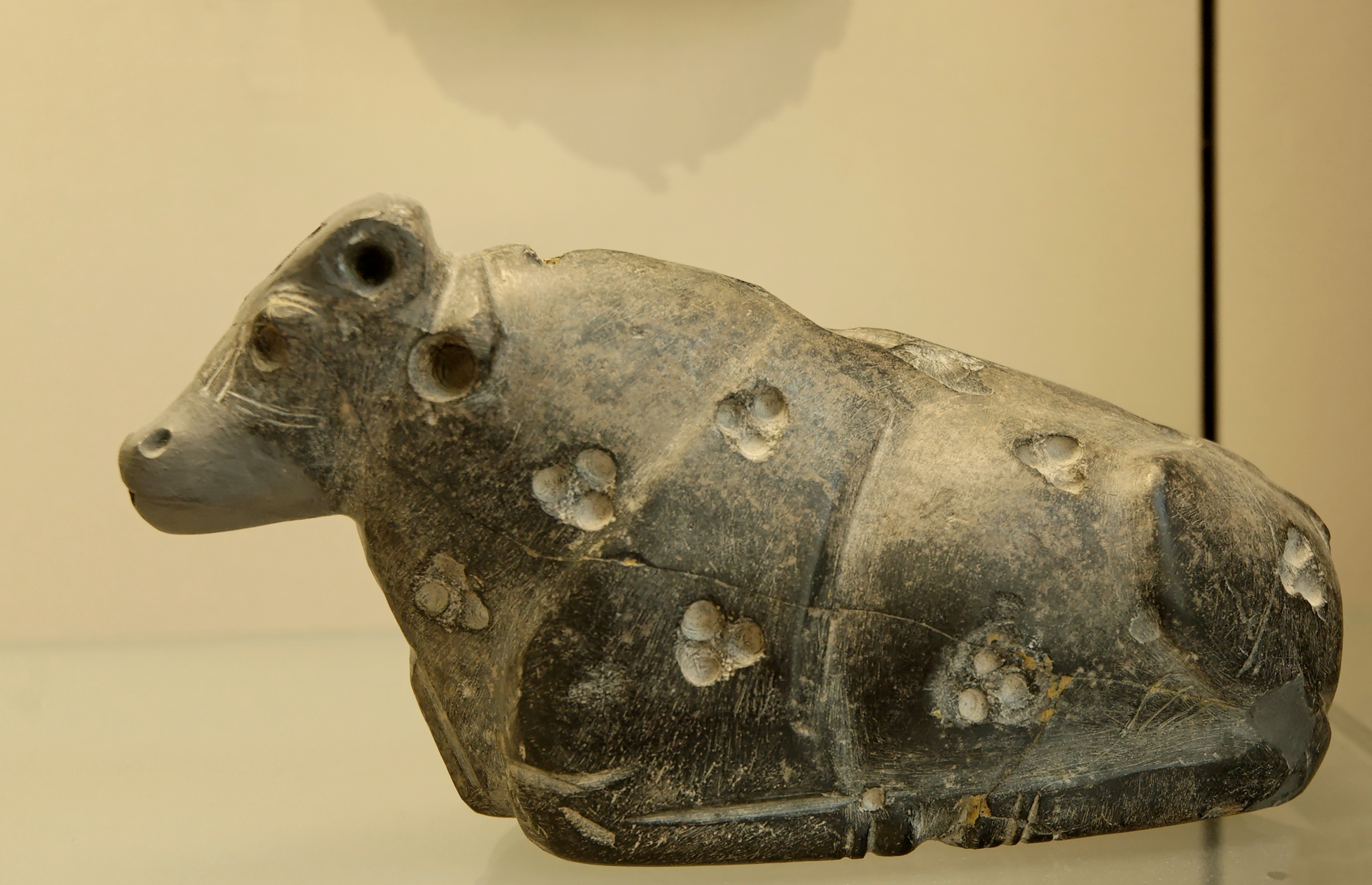
Fekete márvány ülő bika (berakások helyével) a Dzsemdet Naszr-korból, Urukból, kb. i.e.3000

A Dzsemdet Naszr-kultúra korai ókori kultúra dél-Mezopotámiában – Sumer, a mai Irak területén. A kultúra az i. e. 31-29. század között, a bronzkorszak idején létezett. Az Uruk-kort váltotta fel és a korai sumer állam (korai dinasztiák kora) követte. A kultúra a lelőhely modern kori nevét kapta, ami az ókori Babilontól és Kistől északkeletre, Kútától keletre fekszik. A leletek szerint egy adminisztratív központ lehetett a helyén.

## Sumer
A korszakban folytatódott a késő Uruk-korban megkezdődött kiszáradás, ami ebben a korszakban már jelentős összetelepüléshez, a népességnövekedés miatt a települések méretének jelentős növekedéséhez vezetett. Az Uruk élelmiszerellátásához szükséges terület nagysága ennek következtében a város körüli 6 km sugarú körről 16 km sugarú körre növekedett. Ebből a korból származnak az első nagyobb öntözőcsatornákra és folyamszabályozásra vonatkozó egyértelmű bizonyítékok, azonban ekkor a szomszédos településközpontok még valószínűleg nem nagyon kerültek konfliktusba egymással, mert a települések még nem szorultak annyira a nagyobb folyók partjára, hogy egymáshoz való közelségük miatt határvitáik legyenek.
Ebből a korból, az úgy úgynevezett Uruk III. régészeti fázisból Urukból sok írástábla maradt ránk, amelyek nyelvét a kutatók a szövegváltozatok összehasonlítása alapján a sumer nyelvben határozták meg – ellentétben a nem meghatározott nyelvű, Uruk-kultúra idejéből származó első írásos emlékekkel. A szövegek nagy része gazdasági jellegű, kiutalási listák, fejadagok, az ünnepségeken feláldozandó állatok listái, stb.
Egy itt előkerült agyagtáblán egy pecséthenger-lenyomat számos város – többek között Ur, Larsza, Uruk, Zabalam, Umma, Aksak – isteneinek jelképét örökítette meg. Ebből egyesek egy politikai városállam-szövetség meglétére következtetnek, mások viszont csak valamiféle kereskedelmi szövetséget feltételeznek. Mindenesetre kicsit későbbi korból, az i. e. 3. évezred első feléből, a dinasztikus periódusból is maradtak ránk hasonló városlistákat tartalmazó pecséthenger-lenyomatok.
A kultúrára jellemző festett kerámia elsősorban Észak-Babilónia területére jellemző, de csaknem azonos kerámiát találtak az ománi Hafit-kultúra területén is. A anyagvizsgálatok szerint azonban ezek Mezopotámiából származtak, ami kereskedelmi kapcsolatok meglétére utal. Egyes kutatók szerint az ománi rezet kiaknázó sumer kereskedők vitték oda ezeket magukkal.
Nagyon fontos történeti emlék a korból – esetleg az Uruk-kor legvégéről – származó Uruk-Warka-váza, amelyik templomi áldozatot mutat be és a rajta levő egyik alak a sumer en (főpap) jelét tartja a kezében.

## Elám
Ebben a korszakban mindenesetre a Sumert más területekhez kötő erős kapcsolatok megszakadtak. Szúsza késő Uruk-kori kultúráját a protoelámi kultúra váltotta fel. Ide dataálhatók a legkorábbi protoelámi szövegek, amelyek más jelekkel íródtak, mint az egykorú sumer szövegek, de a számrendszerük azonos.
Ugyanekkor a Fárszban levő – a későbbi Perszepoliszhoz közeli – Ansan város nagy fejlődésen ment keresztül. Ansan és Szúsza uniója alkotta a későbbi Elám alapját.

## Észak-Mezopotámia
Ugyanekkor Észak-Mezopotámia városai elnéptelenedtek, csak az i. e. 3. évezred közepén, valószínűleg dél-mezopotámiai hatásra emelkedtek fel ismét.

## A kultúra vége
Suruppakban a kultúra rétegei tetején közvetlenül vastag folyami iszapréteg található, ami egy nagyobb áradásra utal. Sumer más területein is találtak hasonló iszapréteget, amiből egyesek egy hatalmas dél-mezopotámiai árvízre következtetnek i. e. 2900 környékén: „suruppaki árvíz”. Mások szerint itt több, különböző helyen bekövetkezett árvízről van szó. Mindenesetre ez lehet talán a sumer királylista özönvize, amiből talán a bibliai özönvíz története is ered.